# Fluitkikkers
Fluitkikkers (Leptodactylidae) zijn een familie van kikkers. De groep werd voor het eerst wetenschappelijk beschreven door Franz Werner in 1896. Oorspronkelijk werd de wetenschappelijke naam Cystignathi gebruikt.

## Verspreidingsgebied en habitat
Alle soorten komen voor in Noord-, Midden en Zuid-Amerika. Vanwege het enorme verspreidingsgebied zijn de verschillende soorten in uiteenlopende habitats te vinden.

## Taxonomie
Het was lange tijd de grootste familie van kikkers en een van de grootste families in de dierenwereld met ruim 1000 soorten. Anno 2013 is echter meer dan 80% van alle oorspronkelijke soorten onderverdeeld in andere families, zoals de Ceratophryidae en de Hemiphractidae. Tegenwoordig telt de familie ongeveer 205 verschillende soorten, die worden verdeeld in drie onderfamilies en twaalf geslachten.
- Onderfamilie Leiuperinae
  - Geslacht Edalorhina
  - Geslacht Engystomops
  - Geslacht Physalaemus
  - Geslacht Pleurodema
  - Geslacht Pseudopaludicola
- Onderfamilie Leptodactylinae
  - Geslacht Adenomera
  - Geslacht Hydrolaetare
  - Geslacht Echte fluitkikkers (Leptodactylus)
  - Geslacht Lithodytes
- Onderfamilie Paratelmatobiinae
  - Geslacht Crossodactylodes
  - Geslacht Paratelmatobius
  - Geslacht Rupirana
  - Geslacht Scythrophrys